# 宝蓮灯 (映画)
『宝蓮灯』（ほうれんとう）は、中国の有名な神話物語『宝蓮灯』を題材に、巨額の資金を投じ中国建国50周年を記念して制作された長編アニメーション映画。1999年1月1日公開上映。総製作費1200万元、製作期間4年をかけ完成させた作品。
日本では劇場未公開。日本語吹替版も制作されている。2006年5月21日に中国語・英語・日本語の字幕と吹き替えが入ったDVD（DNN-984）がコニービデオより発売された。後に2000年より第8回広島国際アニメーションフェスティバルの上映会も開催されている。2011年7月22日に東京中国文化センター2011年7-9月映画上映スケジュールより中国語版が公開された。

## 声の出演
| 役名                   | 原語版声優 | 日本語吹き替え |
| ---------------------- | ---------- | -------------- |
| 沈香（じんこう）       | 楊碩       | 前田知恵       |
| 二郎神（じろうしん）   | 姜文       | -              |
| 三聖母（さんせいぼう） | 徐帆       | -              |
| 孫悟空（そんごくう）   | 陳佩斯     | -              |
| 嘎妹                   | 寧静       | -              |

## 主題歌
テーマ曲「天地在我心」
作詞 - 劉歡 / 作曲 - 鄭方 / 歌 - 劉歡
挿入曲「愛就一個字」
作詞 - 鄔裕康 / 作曲 - JEAN-MICHAEL OU / 歌 - 張信哲
挿入曲「想你の三百六十五天」
作詞 - 陳家麗 / 作曲 - 李偉菘 / 歌 - ココ・リー